# فاتو كاندي سنغور
فاتو بينتو كاندي سنغور (مواليد 9 يناير 1971) (بالفرنسية: Fatou Kandé Senghor) هي فنانة بصرية ومخرجة أفلام وثائقية ومعلمة سنغالية.

## مسيرتها
ولدت سنغور في داكار عام 1971، وكبرت بين نيجيريا وغانا وبنين. كان والدها دبلوماسيًا من منطقة كازامانس. درست السينما والأدب الإنجليزي في جامعة شارل ديغول - ليل الثالث. حضرت سينغور لأول مرة مهرجان واغادوغو للسينما والتلفزيون الأفريقي في عام 1992، حيث أصبحت من عشاق السينما في تلك المرحلة. فكرت في عدم التقدم لامتحاناتها النهائية والتسجيل في مدرسة فنون لكنها قررت عدم فعل ذلك.
تخرجت سنغور عام 1993. في عام 1996، عملت كمستشار اتصالات للبنك الدولي. في العام التالي، حصلت على وظيفة في مجال الأفلام والمرئيات للمجلس الوطني للنساء الزنوج. من 1998 إلى 2000، كانت متخصصة في البصريات في معهد جوته. عملت في العلاقات العامة في حرم جامعة سوفولك في داكار بين عامي 2000 و2002. في عام 2001 أسست استوديو وارو، وهو مورد للبحث الفني باستخدام التقنيات الجديدة في داكار.   من 2004 إلى 2005، كانت المدير العام لـ(راديو توب FM 107.0)، وكانت مسؤولاً عن كتابة المقالات في العديد من الصحف الأسبوعية. وهي أيضًا مصورة فوتوغرافية ومصممة أزياء لعدة أفلام، من بينها فيلم (Feat Kiné) لعثمان سيمبين.
في عام 2012، أخرجت فيلم (The Other in Me)، حول عودة إتيان وليوبولد سينغور إلى إفريقيا، وهما حفيدا الرئيس السنغالي الأول ليوبولد سيدار سنغور. سنة 2015، أخرجت فيلمها القصير (ولادة). تم عرضه لأول مرة في بينالي البندقية، حيث تم تلقى تقييمات إيجابية.
سنغور متزوجة من إتيان سنغور، ولهما ثلاثة أطفال. تعيش بين داكار وتييس (Thiès).

## روابط خارجية
- فاتو كاندي سنغور على موقع IMDb (الإنجليزية)
- فاتو كاندي سنغور على موقع IMDb (الإنجليزية)
- فاتو كاندي سنغور على موقع كينوبويسك (الروسية)